# تخت بیمارستان

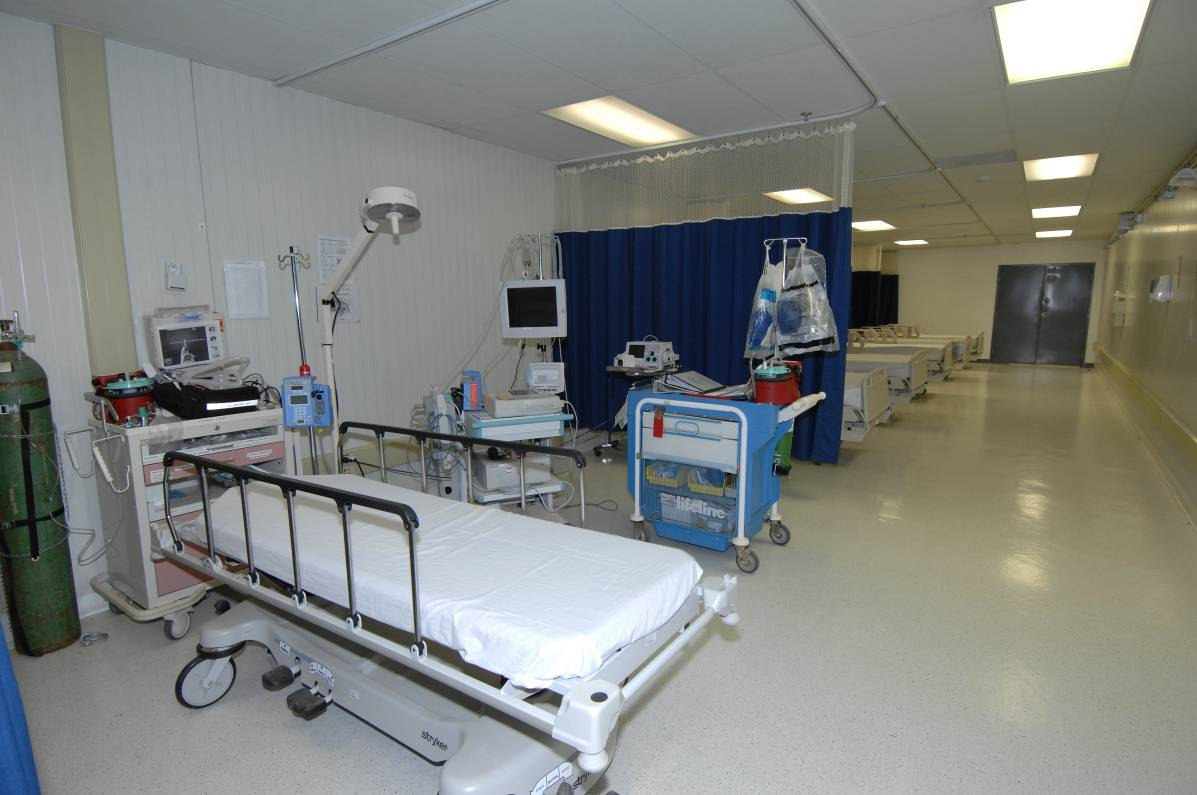
یک تخت بیمارستان.

تخت بیمارستان تخت‌خوابی است که ویژهٔ بیماران بستری‌شده در بیمارستان یا دیگر کسانی که به مراقبت‌های پزشکی نیاز دارند، طراحی شده است. این تخت‌ها ویژگی‌های خاصی دارند که سبب می‌شوند تا بیمار در شرایط تندرستی مناسبی باشد و احساس راحتی کند. در واقع تخت بیمارستان یک تخت با نرده‌های جانبی است که می‌توان تشک آن را بالا یا پایین برد و به بیمار اجازه می‌دهد در موقعیت‌های مختلف دراز بکشد.
تخت‌های با ریل‌های کناری قابل تنظیم، برای نخستین بار در انگلستان و در بین سال‌های ۱۸۱۵ و ۱۸۲۵ ساخته شدند.

## انواع تخت بیمارستان
تخت بیمارستان باتوجه به سایز ومدل آن به انواع مختلفی تقسیم می‌شوند که شامل: تخت نوزاد، تخت موقت، تخت مراقبت روزانه و تخت مخصوص دیالیز و زایمان می‌شود.